# 仁雄路
仁雄路（Renxiong Rd.）為高雄市仁武區南方的東西向主要道路，本道路性質屬區道高55線。西起鼎金系統交流道的鼎力陸橋仁武端，往西行跨越國道一號往三民區，東至鳳仁路，續接仁心路到大樹區。

## 行經行政區域
- 仁武區

## 沿線設施
（由西至東）
- 鼎力陸橋
- 高雄市後備指揮部
- 台灣中油今順加油站
- 鼎金北極殿
- 金銀島汽車旅館
- 媚力泊飯店
- 大灣武聖廟
- 高57區道八德南路
- 7-ELEVEN八卦寮門市（八德南路499號）
- 高雄市立大灣國民中學
- 全家便利商店仁武大灣店
- Subway潛艇堡仁武店
- 星巴克仁武仁雄門市
- 肯德基高雄仁武餐廳
- 八德烤鴨
- 仁雄橋
- 橋邊鵝肉店
- 全聯福利中心高雄仁武店
- 爭鮮迴轉壽司高雄仁武店
- 小北百貨高雄仁雄店
- 仁和公園
- 仁雄夜市
- 全家便利商店仁武鳳仁店（鳳仁路45號）
- 鳳仁路

## 公車資訊
- 高雄客運
  - 24 坔埔圓照寺－捷運巨蛋站
  - 224 楠梓－大社－大灣－高雄－歷史博物館（只經文藻外語大學）
- 南台灣客運
  - 紅61 高鐵左營站－長庚醫院
- 義大客運
  - 8502	義大世界－高雄市立美術館

## 公共自行車
- 高雄市公共自行車租賃系統：
  - 後備指揮部：武功巷52號北側
  - 大灣國中：仁雄路99號(前)
  - 慈惠公園(仁雄路)：仁雄路86-28號(對側)
  - 仁和公園：仁雄路/仁勇西巷東南側

## 相關連結
- 高雄市主要道路列表